# Cestrum jacaltenanginum
Cestrum jacaltenanginum är en potatisväxtart som beskrevs av Ludwig Eduard Loesener. Cestrum jacaltenanginum ingår i släktet Cestrum och familjen potatisväxter. Utöver nominatformen finns också underarten C. j. tomentosum.